# SLホテル

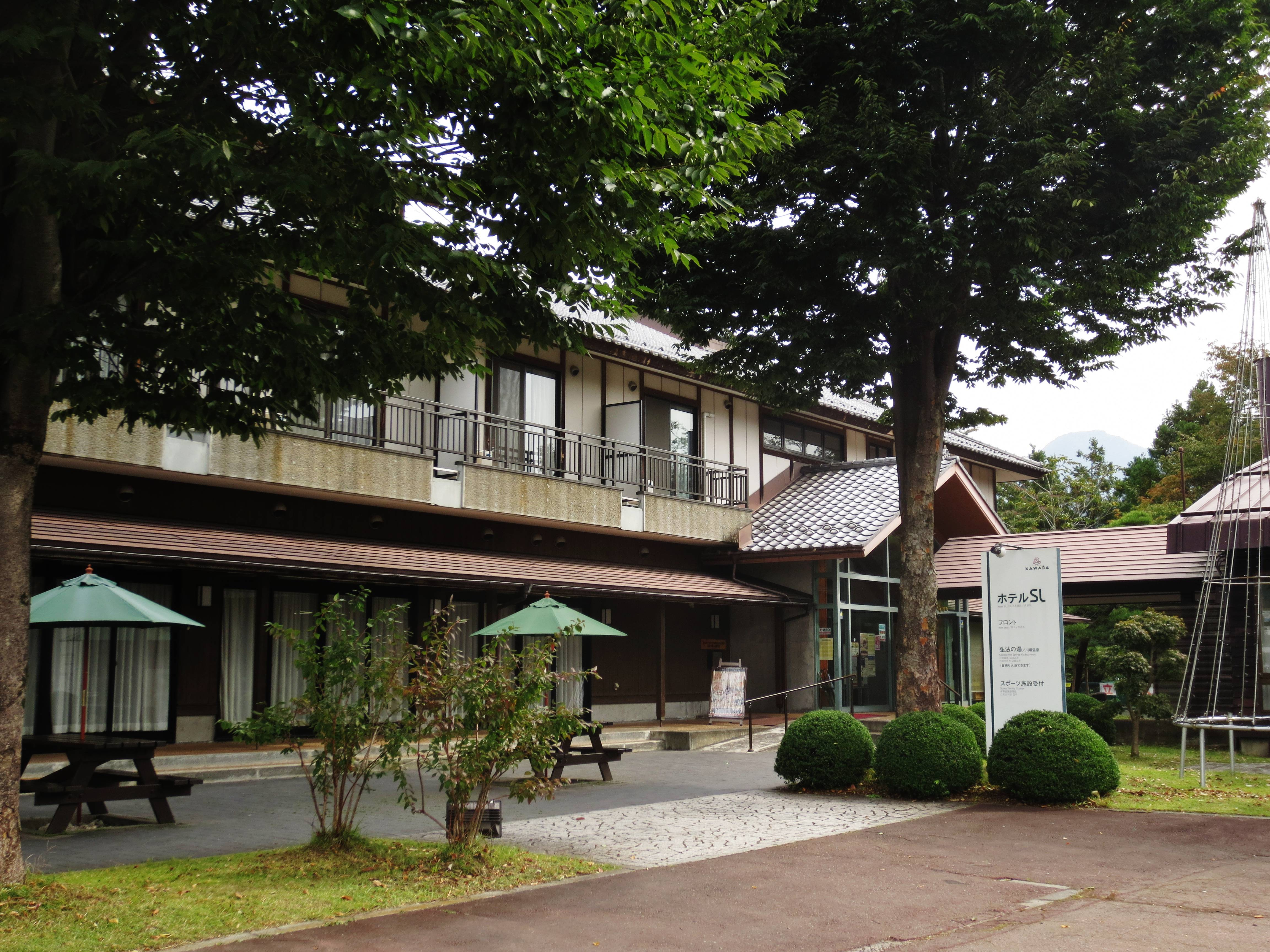
ホテルSL（群馬県利根郡川場村）

SLホテルとは、静態保存された蒸気機関車 (SL) に退役した寝台車を連結し、宿泊施設として利用したものである。

## 拡張期
1970年代のSLブームにより、全国で蒸気機関車の静態保存が行われた。当時蒸気機関車は人を集める施設でもあり、そこに寝台車を連結してホテルとすることで集客を見込んだものである。日本で最初のSLホテルは、1974年に中村駅前に開業したもので、機関車はC11 117、寝台車は旧型客車が用いられた。
これ以前にも、龍ヶ森駅（現・安比高原駅）にあったスキーロッジのように廃車となった客車を宿泊施設に転用するケースはあったが、蒸気機関車を連結したものはこれが初めてであった。
北陸トンネル火災事故をきっかけとした難燃対策や二段式B寝台への転換によるサービス改善策で廃車された旧型寝台車の活用策を求めていた国鉄側と地方公共団体からの宿泊施設としての寝台車利用の要望を受けて国鉄が宿泊施設への転用を積極的に進める方針となり、蒸気機関車運行の末期で廃車される蒸気機関車には事欠かなかったことに加え、新幹線や特急列車網の拡充で寝台列車が減少しつつあったこともあって客車の調達も容易であった。このため短い間に沖縄県を含む全国に誕生した。客車は、当初は旧型客車や10系客車が用いられていたが、後には20系客車が使用された。
車内の仕様はB寝台の通路側に仕切りと出入り口を追加し、ホテルの客室としての体裁を整えたもののほか、A寝台を転用したもの、一般の座席車の車内を改造したものなどバリエーションもあった。また、フリースペースとして座敷車（多くは一般の座席車を廃車後に改造したもの）を備えたものもある。個室寝台車は一部の例外を除いて転用されなかった。
びわ湖温泉に設置された「オリエント急行」は個室寝台車（国際寝台車会社）と蒸気機関車をヨーロッパから輸入した。このため開設当初はシティホテル並みの宿泊料が設定されていた。

## SLホテルの一覧
使用車両の出典の一部（国産機関車）は、参考文献の種村直樹 (1978)のp.312による。
深川桜山レジャーランドSLホテル（北海道深川市）
C58 98+A寝台車2両オロネ10-1068・2058+食堂車ナシ20-7、宿泊定員56名、初めて寝台客車を用いたホテルとなった。桜山温泉パラダイス内にあった。機関車のみ現存、ホテル跡地の深川市桜山公園で展示されている。
狩勝高原SLホテル（北海道上川郡新得町）
59672（9600形）+20系A寝台車2両＋20系B寝台車改造の食堂車。旧新内駅跡に保存された9600形に客車を追加する形で1978年に開業、1986年まで宿泊営業し1987年に食堂車を鉄道資料館に転換。その後NPO法人「旧狩勝線を楽しむ会」に移管され、機関車・客車とも現存しており同NPOの協力により不定期に宿泊会を行う場合がある。
日高高原荘SLホテル日高やまびこ号（北海道沙流郡日高町）
79616（9600形）+客車（20系A寝台車2両+旧型客車改造の食堂車）。宿泊定員52名。1976年12月に開業し、1980年代後半まで営業した。廃業後に客車は解体されたが、機関車のみ日高山岳ビラパークに移設し現存する。
小岩井農場SLホテル（岩手県岩手郡雫石町）
D51 68+20系ナロネ21客車当初5両・定員140名、1977年開業。SLホテルとして国内で営業した最後の施設で、末期は3両17室定員52名で営業し2008年11月に休業となり、展示のみ敷地内で行われており冬季のイルミネーション期間中は「銀河鉄道SL」として電飾が施されている。開業当初はA寝台車だったが、後に内部を大幅に改造したB寝台車が使われた。
川場村武尊高原・ホテルSL（群馬県利根郡川場村）
D51 561+客車（20系B寝台車6両）。1976年から1995年まで営業したが、通常の宿泊施設に転換した。機関車のみ現存し、2006年12月に圧搾空気による150mの走行が可能な状態に修復・改造され、以降定期的な運行がなされていたが、運行・保守を担ってきた運転士が2016年に死去したことで運行終了となった。
長瀞SLホテル（埼玉県秩父郡長瀞町）
D51 96+20系A寝台車（ナロネ21153）+20系Ｂ寝台車3両（ナハネ2056+ナハネ2058+ナハネフ22502）。1977年9月から1999年9月まで営業。機関車のみ碓氷峠鉄道文化むらに移設し静態保存されている。
守門村SLランド（新潟県魚沼市）
29657（9600形）+10系A寝台車2両、宿泊定員56名、1977年7月開業。1990年代後半まで営業したが、通常の宿泊施設に転換した。機関車・客車とも敷地に現存していたが、宿泊施設は2015年3月で閉館となった。2022年に機関車・客車の解体が実施された。
滑川SLホテル（富山県滑川市東福寺野自然公園内）
D51 260+A寝台1両・B寝台2両+一般客車改造の食堂車1両・和式客車1両（10系A寝台車1両、20系B寝台車2両、一般客車改造車2両）、宿泊定員80名。1976年から1998年まで営業したが通常の宿泊施設に改築された。機関車のみ現存。
野辺山SLホテル高原列車（長野県南佐久郡南牧村）
C56 96+10系A寝台車4両、オハ80形座敷車1両、宿泊定員112名。1975年8月から1987年3月まで営業した。機関車のみが南牧村の銀河公園（野辺山駅前、南牧村歴史民俗資料館横）に移設され現存する。
多賀SLパーク（滋賀県犬上郡多賀町）
D51 1149+10系スハネ16形B寝台3両、1976年11月に開業。宿泊定員90人、寝台車3両のうち1両はお座敷車、宿泊車は上段を取り外し2段寝台で運用された。1980年代まで営業し、機関車のみ残存して荒廃していたが、愛知県豊田市に移転されることが2020年に決まる。その時点では2021年2月に移設予定だったが、同年の町議会決算特別委員会では譲渡先（個人）、輸送業者は決まっているものの、新型コロナウイルス感染症の影響で来町できていないと報告された。2022年6月、愛知県豊田市の譲渡先（個人）に無償譲渡する関連議案が多賀町議会に提出され、議案が成立して8月1日に譲与式が実施された。譲渡された機関車は10月頃に豊田市内に設置される予定で、圧縮空気で動かすことも検討しているという。
紅葉パラダイス HOTELオリエントEXPRESS（滋賀県大津市）
ドイツ国鉄52 2436+ワゴン・リ客車8両、宿泊定員208名、1978年1月開業。1990年代後半まで営業した。機関車・客車とも撤去されている。
神南幸福駅SLビューホテル（愛媛県喜多郡五十崎町（現：内子町））
C58 312+旧型客車（座席車の改造）2両。1978年7月開業。廃業後、敷地は吉田ホテルという一般ホテルに転業後、ホテルWHEELというラブホテルとなって車両が残されていたが、2007年5月に機関車・客車ともに解体された。
中村駅SLホテル（高知県中村市（現：四万十市））
C11 117+旧型客車（座席車オハの個室化改造）2両、宿泊定員40名。日本初のSLホテルで1974年に開業、1980年まで営業した。廃業後に機関車・客車とも解体済み。
湯布院町営由布院ねむの木キャンプ場（大分県大分郡湯布院町（現：由布市））
D51 1032+10系客車3両（全てA寝台車）。1975年から1990年代まで営業した。廃業後に機関車は由布市の湯布院町中央児童公園に、そして2019年に岩下コレクションに移設の上現存。客車は放置状態。
沖縄リゾートステーション（沖縄県国頭郡今帰仁村）
C57 87+10系･20系客車および旧型客車（10系A寝台車10両、オハ80系お座敷客車2両、オロ11形グリーン車2両、20系食堂車）。宿泊定員240名、1975年から1982年まで営業した。沖縄国際海洋博覧会に向け青少年を主対象においた低廉な宿泊施設として整備され、お座敷車は娯楽室・グリーン車は喫茶室や講習室・食堂車は軽食堂として使用され、プラットホームを模した構造物（洗面台も設置）の両側に敷かれた線路の上に機関車と客車が並べられていた。宿泊施設としては客車以外にコテージも併設されていた。廃業後、機関車のみ存続して沖縄県開発公社から今帰仁村に譲渡され、ふるさと創生事業で整備されたが、2005年に解体された。跡地は今帰仁村総合運動公園となっている。

## 現状
一時は10箇所以上を数えたSLホテルであったが、寝台車は通常の宿泊施設と比べると防音性で劣る、客室設備に制約がある、寝室としては狭隘であるなど、さまざまな面でハンデを負っていた。このため物珍しさで賑わった時期を過ぎると急速に客足は遠のき、1980年代に入ると元祖の中村をはじめとして廃業が相次いだ。蒸気機関車だけが保存されて残っているケースが多いが、老朽化によりすべて解体されたものもある。
2008年11月で休業した小岩井農場まきば園を最後に、営業をおこなっているSLホテルは国内から姿を消した。東福寺野自然公園のように、蒸気機関車を残して老朽化した客車を解体したあとに客車を模した形のログハウスを建てたケースもある。
また、狩勝高原SLホテルには、20系の個室寝台であるナロネ22形が1両使用されていた。廃業後も現地に残されており、20系の個室寝台車としては唯一現存する車両である。いったんは解体の方針が打ち出されたが、機関車を含めた他の3両とともに保存活用されることとなった。
蒸気機関車を伴わない、鉄道車両を利用した宿泊施設については列車ホテルを参照。